# Allodia conspicua
Allodia conspicua är en tvåvingeart som beskrevs av Zaitzev 1983. Allodia conspicua ingår i släktet Allodia och familjen svampmyggor.
Artens utbredningsområde är Colorado. Inga underarter finns listade i Catalogue of Life.